# William Malone
William Malone (Lansing, 1953) is een Amerikaans televisie- en filmregisseur. Hij houdt zich voornamelijk bezig met thriller- sciencefiction- en horrorproducties. Voor zijn film FeardotCom (2002) ontving hij onder meer een Gouden Méliès Nominatie op het Amsterdam Fantastic Film Festival.

## Curriculum vitae
Malone debuteerde in 1981 met de horrorfilm Scared to Death, waarmee hij prijzen won van de Amerikaanse Academy of Science Fiction, Fantasy & Horror Films en op het Italiaanse Fantafestival. Vier jaar later volgde hij die op met de horror Creature. Beide films schreef en produceerde Malone ook zelf.
Tussen 1985 en 1999 regisseerde Malone vooral afleveringen van televisieseries, zoals Freddy's Nightmares (gebaseerd op A Nightmare on Elm Street) en Tales from the Crypt.
Hij keerde terug op het witte doek in 1999 met House on Haunted Hill, een remake van de gelijknamige horrorfilm uit 1959, waarin hij de beschikking had over onder meer Famke Janssen, Ali Larter en Geoffrey Rush. Daarop volgde in 2002 FeardotCom. Mick Garris nodigde hem een paar jaar later uit om een film te maken als onderdeel van zijn serie Masters of Horror. Malone regisseerde met The Fair Haired Child (2006) daarin de negende titel van het eerste seizoen.

## Halloween
Mogelijk Malones bekendst geworden wapenfeit is niet te vinden in een van zijn eigen films. In 1978 kreeg hij een masker in handen dat door William Shatner was gebruikt in de serie Star Trek. Hij gebruikte dit als basis voor een nieuw masker naar eigen ontwerp, wat John Carpenter gebruikte voor het personage Michael Myers in zijn film Halloween.